# Sakiko Ikeda
Sakiko Ikeda (池田 咲紀子, Ikeda Sakiko, Saitama, 8 september 1992) is een Japans voetbalster die als doelvrouw speelt bij Urawa Reds.

## Carrière

### Clubcarrière
Ikeda begon haar carrière in 2011 bij Urawa Reds. Met deze club werd zij in 2014 kampioen van Japan.

### Interlandcarrière
Ikeda nam met het Japans nationale elftal O17 deel aan het WK onder 17 in 2008. Zij nam met het Japans nationale elftal O20 deel aan het WK onder 20 in 2012. Daar stond zij in alle zes de wedstrijden van Japan opgesteld en Japan behaalde brons op het wereldkampioenschap.
Ikeda maakte op 6 maart 2017 haar debuut in het Japans vrouwenvoetbalelftal tijdens een wedstrijd om de Algarve Cup tegen Noorwegen. Zij nam met het Japans elftal deel aan het Aziatisch kampioenschap 2018 en de Aziatische Spelen 2018. Japan behaalde goud op het Aziatisch kampioenschap en Aziatische Spelen. Ze heeft 14 interlands voor het Japanse elftal gespeeld.

## Statistieken
| Japans vrouwenvoetbalelftal | Japans vrouwenvoetbalelftal | Japans vrouwenvoetbalelftal |
| Jaar                        | Wed.                        | Dlp.                        |
| --------------------------- | --------------------------- | --------------------------- |
| 2017                        | 8                           | 0                           |
| 2018                        | 6                           | 0                           |
| 2019                        | 1                           | 0                           |
| Totaal                      | 15                          | 0                           |